# Лоббские анналы
Ло́ббские анна́лы (лат. Annales Laubacenses) — раннесредневековые анонимные латиноязычные анналы, описывающие историю Франкского государства с 687 по 926 год. Названы по Лоббскому монастырю (в городе Лобб), особое внимание к которому анналы проявляют в своей ранней части.

## Описание
Рукопись «Лоббских анналов» (Cod. F9. 176) была обнаружена в итальянском городе Монца в 1823 году. На основе палеографических исследований было установлено, что она была создана в IX—X веках, а записи, составлявшие анналы, внесены в неё позднее, но, вероятно, также в X веке.
«Лоббские анналы», вместе с «Аналами святого Аманда», «Анналами Петау» и «Тилианскими анналами», входят в группу франкских анналов, связанных своим происхождением с одним из монастырей, находившихся на территории современной Бельгии. Хотя для ранних записей «Лоббских анналов» (687—791 годы) основным источником являлись сведения, содержавшиеся в «Анналах святого Аманда», в них есть несколько оригинальных свидетельств: в том числе, единственные во франкской анналистике данные о Лоббском монастыре как месте захоронения герцога Хильдульфа По этой записи анналы получили своё современное название. Сведения о деятельности герцога Хильдульфа содержатся ещё только в одном историческом источнике — «Житии святого Урсмара». Записи в этой части анналов содержат многочисленные пропуски и хронологические ошибки, выявляемые при сравнении «Лоббских анналов» со сведениями из других исторических источников. Записи за 796—885 годы являются полностью оригинальным сочинением: до 851 года анналы своё основное внимание уделяют событиям, происходившим в Западно-Франкском государстве, затем — в Средне-Франкском королевстве. Записи «Лоббских анналов» за 888—926 годы представляют собой сильно сокращённую версию «Аламаннских анналов».

## Издания
На латинском языке:
- Annales Laubacenses. — Monumenta Germaniae Historica. Scriptores. Scriptores (in Folio) (SS). 1. Annales et chronica aevi Carolini. — Hannover: Impensis Bibliopolii Avlici Hahniani, 1826. — S. 7, 9, 10, 12, 15, 52—55.

На русском языке:
- Лоббские анналы / перевод и комментарии И. В. Дьяконова // Хроники королевства франков конца VII — начала X в.. — М. : SPSL — Русская панорама, 2023. — С. 443—449. — (MEDIÆVALIA: средневековые литературные памятники и источники). — ISBN 978-5-93165-499-7.
- Лоббские анналы. Восточная литература. — перевод издания в MGH 1826 года; переведены только записи за 708—885 годы. Дата обращения: 23 февраля 2011.
- Лаубахские анналы. Восточная литература. — перевод издания в MGH 1826 года. Дата обращения: 23 февраля 2011.

## Другие «Лоббские анналы»
Название «Лоббские анналы» применяется и к некоторым другим историческим источникам, связанным своим происхождением с Лоббским монастырём:
- «Фрагмент „Лоббских анналов“» (лат. Annalium Lobensium Fragmentum) — описывает события 747—870 годов, уделяя особое внимание событиям, происходившим в Льежской епархии[4].
- «Продолжение „Лоббских анналов“» (лат. Annalium Lobiensium Continuatio) — описывает события 900—982 годов, особое внимание уделяя событиям в Лотарингии. В своей последней части (972—982 годы) является только перечислением мест празднования Пасхи императором Священной Римской империи Оттоном II Рыжим[5].
- «Лоббские анналы» (лат. Annales Laubienses) — описывают события 418—1054 годов. Начинаясь со всемирной хроники, анналы главное внимание уделяют событиям, связанным с епархиями Льежа и Камбре, а также с Лоббским монастырём, однако содержат сведения и о других регионах средневековой Европы, например, о Византии. Вариантом этих «Лоббских анналов» являются «Льежские анналы» (лат. Annales Leodienses)[6].
- «Продолжение „Лоббских анналов“» (лат. Annalium Laubiensium Continuatio) — описывает события 1056—1505 годов, в основном, связанные с епархией Льежа и Лоббским монастырём[6].